# ماتي فريدمان
ماتي فريدمان (بالعبرية: מתי פרידמן‏) (بالإنجليزية: Matti Friedman)‏ هو كاتب وصحفي أمريكي وإسرائيلي، ولد في 10 أكتوبر 1977.

## وصلات خارجية
- الموقع الرسمي